# Goniophyto
Goniophyto (лат.) — род серых мясных мух из подсемейства Paramacronychiinae (Sarcophagidae).

## Распространение
Встречаются в Восточной Палеарктике, Юго-Восточной Азии и странах Океании, включая Гавайские острова, Китай, Россию (Дальний Восток), Тайвань, Японию.

## Описание
Антеннальный скапус сильно приподнят над лунулой; аристомер 2 удлинён и заметно длиннее аристомера 1 более чем в два раза; брюшной тергит T3 с парой сильных срединных маргинальных щетинок.
- G. boninensis Lopes, 1958[4]
- G. bryani Lopes, 1938[5]
- G. formosensis Townsend, 1927[1]
- G. honshuensis Rohdendorf, 1962[6]
- G. horii Kurahashi & Suenaga, 1994[7]
- G. kakinumai Kurahashi, 2010[8]
- G. shanghaiensis Deng, Chen & Fan, 2007[9]
- G. tibialis Hennig, 1941[10]
- G. ubeensis Kurahashi, 2010
- G. unguicularis Hennig, 1941[10]
- G. yaeyamaensis Kano & Shinonaga, 1964[11]